# 民権政経アカデミー
民権政経アカデミー（みんけんせいけいアカデミー）は、旧民進党のグループ。通称、江田グループ。
民進党結党に際して維新の党から合流した国会議員26人（第24回参議院議員通常選挙後は23人）の集まりとして発足し、2016年8月3日に旧維新の党グループとして政策グループ化した。9月の代表選後、蓮舫を支持した江田憲司ら主流派と蓮舫以外を支持した松野頼久ら非主流派が対立して活動を停止したが、2017年3月14日に江田ら13人がグループを再出発させ、4月6日に松野らが新グループ「創新会」を旗揚げして分裂したため、その後は旧結いの党出身者が中心となる。また、再出発に際しては、「原発ゼロ基本法案」の策定などに積極的に取り組む方針を確認し、今後毎週火曜日に定例会を開くこととなった。

## 沿革
2016年3月の民進党結党直後、旧維新の党から合流した国会議員26人による派閥（松野派）立ち上げの動きが明らかになり、党内最大勢力となる見込みと報じられた。3月31日に初の準備会合を開き、4月7日の会合で今後毎週木曜日に定例会を開くことを確認したが、党内融和のために当面は「情報共有の場」とするにとどめた。7月の第24回参議院議員通常選挙後、勢力は23人となった。
8月3日、旧維新の党グループとして正式に政策グループ化し、同党代表を歴任した江田憲司と松野頼久が共同代表に就任した。9月の代表選では身を切る改革に積極的な候補者を推すこととし、江田の擁立も視野に入れるなど、主導権の確保を目指した。しかし、蓮舫の出馬表明後は代表選が無投票に終わることを懸念し、その回避を図り、「次期民進党代表に望むこと」と題する政策要求を8月19日に発表して候補者の選定を図った。結局、蓮舫もその後出馬表明した前原誠司も政策要求を受け入れたうえ、蓮舫支持派・前原支持派・玉木雄一郎支持派の3分裂状態に陥ったため、自主投票とすることを決めた（蓮舫と前原に各5人、玉木に7人の推薦人を出した）。蓮舫の当選後、代表選で蓮舫を支持した江田ら主流派（旧結いの党出身者など）と蓮舫以外を支持した松野ら非主流派（旧民主党出身者など）との対立が報じられた。
2017年1月23日の旧維新の党グループの幹部会合で分裂は必至との認識が共有され、1月30日に松野ら12人が新グループの立ち上げに向けた準備会合を開いた。3月14日に江田ら13人が会合を開いて代表選以来休眠状態となっていた旧維新の党グループを「民権政経アカデミー」として再出発させたのに対し、4月6日に松野ら13人が新グループ「創新会」を旗揚げし、旧維新の党グループは完全に分裂した。
| 民権政経アカデミー（江田グループ） | 民権政経アカデミー（江田グループ） | 民権政経アカデミー（江田グループ） | 民権政経アカデミー（江田グループ） |
| ---------------------------------- | ---------------------------------- | ---------------------------------- | ---------------------------------- |
| 江田憲司（衆議院）                 | 高井崇志（衆議院）                 | 柿沢未途（衆議院）                 | 篠原豪（衆議院）                   |
| 井出庸生（衆議院）                 | 升田世喜男（衆議院）               | 落合貴之（衆議院）                 | 川田龍平（参議院）                 |
| 水戸将史（衆議院）                 | 青柳陽一郎（衆議院）               | 真山勇一（参議院）                 | 牧義夫（衆議院）                   |
| 井坂信彦（衆議院）                 |                                    |                                    |                                    |
| 創新会（松野グループ）             |                                    |                                    |                                    |
| 松野頼久（衆議院）                 | 牧義夫（衆議院）                   | 石関貴史（衆議院）                 | 今井雅人（衆議院）                 |
| 太田和美（衆議院）                 | 木内孝胤（衆議院）                 | 坂本祐之輔（衆議院）               | 松田直久（衆議院）                 |
| 横山博幸（衆議院）                 | 松木謙公（衆議院）                 | 水戸将史（衆議院）                 | 初鹿明博（衆議院）                 |
| 高井崇志（衆議院）                 |                                    |                                    |                                    |

9月の代表選では、枝野幸男と前原の一騎打ちでは党刷新につながらないとして、7月31日の会合で「第三の候補」の擁立を目指す方針を確認した。江田擁立論もあったが、江田自身は代表代行として蓮舫執行部を支えてきた責任があるとして出馬に慎重な姿勢を示した。しかし、グループ内若手を念頭に模索していた候補者選びが難航し、推薦人確保のめどが立たなかったため、8月17日の会合で「第三の候補」の擁立を見送る方針を確認した。一方、8月18日にメンバーの井出庸生が出馬の意向を表明し、グループ約10人の支援を得たうえで残りの推薦人の確保を目指す考えを示したが、8月21日の立候補届出に必要な20人に届かず断念し、グループは自主投票と報じられた。
10月の第48回衆議院議員総選挙では、9月28日の民進党両院議員総会で希望の党への合流方針が了承されたことを受けてグループのメンバーも希望の党に公認申請することとなったが、多くが公認漏れとなり、これに反発した江田は無所属で出馬、当選した。

## 解散時の構成
2017年3月14日の会合には旧維新の党グループの国会議員23人のうち13人が出席した。4月6日の松野グループ旗揚げにも13人が参加していた。

### 歴代役員
| 代表         |
| ------------ |
| （江田憲司） |

### 衆議院議員
- 江田憲司[注 1][注 2]（6回、神奈川8区）
- 青柳陽一郎[5][注 1][注 3]（3回、神奈川6区）
- 井出庸生[56][57][58][59][60][注 1][注 4][注 5]（3回、長野3区）
- 高井崇志[48][注 6][注 7]（3回、比例中国）
- 篠原豪[5][注 1][注 4][注 3]（2回、比例南関東）
- 落合貴之[注 1][注 4][注 3]（2回、東京6区）

（計6名）

### 参議院議員
- 真山勇一[5][7][注 1][注 8]（2回、神奈川県）
- 川田龍平[注 1][注 4][注 9]（2回、比例区）

（計2名）

## 解散以前の在籍者

### 衆議院議員
- 坂本祐之輔[注 10]、牧義夫[7][注 1][注 10]、松木謙公[注 10]、今井雅人[注 6] - 2017年4月6日の松野グループ旗揚げに参加し江田グループ離脱。
- 井坂信彦[注 1] - 第48回衆議院議員総選挙落選後に離脱。その後の所属は一丸の会→重徳G・階G・田名部G・ブリッジの会。
- 升田世喜男 - 第48回衆議院議員総選挙落選後に離脱。その後の所属はブリッジの会。

### 参議院議員
- 柴田巧[注 1] - 旧みんなの党の比例代表選出のため国会法109条の2第2項の規定で民進党に参加できない無所属の参議院議員。第24回参議院議員通常選挙落選後に離脱。

### その他
- 松野頼久、石関貴史[注 10]、太田和美[注 10]、木内孝胤[注 6]、初鹿明博[注 6]、松田直久[注 6]、水戸将史[5][注 6]、横山博幸[注 6] - 2017年4月6日の松野グループ旗揚げに参加し江田グループ離脱。
- 林宙紀 - 民進党宮城県第2支部長として参加する。2017年5月に仙台市長選に出馬するため、離党。
- 畠中光成 - 民進党兵庫県第7支部長として参加する。2017年9月に離党。
- 柿沢未途[7][8][注 1][注 4] - 2017年9月に民進党離党。その後の所属は希望の党→無所属→自由民主党→無所属。

### その他国政選挙落選・引退者
※は、国政選挙落選者、◆は、政界を引退した者、●は、故人。括弧内は、議員でなくなった時点での議会所属。
- 小野次郎[注 1][注 11]※（参・比例区）
- 寺田典城[注 1][注 11]◆（参・比例区）